# Columnea eubracteata
Columnea eubracteata là một loài thực vật có hoa trong họ Tai voi. Loài này được Mansf. mô tả khoa học đầu tiên năm 1937.